# Епархия Исфахана (армяно-католическая)
Епархия Исфахана (лат. Eparchia Hispahanensis Armenorum) — епархия Армянской католической церкви с центром в городе Тегеран, Иран. Епархия Исфахана является суффраганной по отношению к Патриархату Киликии Армянской. Епархия Исфахана распространяет свою юрисдикцию на армяно-католиков, проживающих на всей территории Ирана.

## История
30 апреля 1850 год Римский папа Пий IX издал буллу «Ad supremum apostolatus», которой учредил епархию Исфахана. Первоначально епархия Исфахана являлась суффраганной по отношению к Константинопольской архиепархии; с 1866 года епархия находится в прямом подчинении Патриархата Киликии Армянской.

## Ординарии епархии
- епископ Joannes Derderian (30.04.1850 — 1852);
- епископ Joannes Zadighian † (5.04.1859 — 22.04.1860);
- епископ Gregoriius Dabanly (Dabanlian) (26.04.1861 — ?);
  - кафедра под управлением Патриарха Киликии (с 1899 по 1917);
- епископ Ованнес Апцар (24.09.1954 — 9.07.1967);
- епископ Леонц Тчантаян (29.08.1967 — 16.01.1972);
- епископ Вартан Текеян I.C.P.B.[1] (6.12.1972 — 12.04.1999);
- епископ Нехан Каракегеян I.C.P.B. (27.09.2000 — 2.04.2005), назначен ординарием Восточной Европы.

## Источник
- Annuario Pontificio, Libreria Editrice Vaticana, Città del Vaticano, 2003, ISBN 88-209-7422-3
- Булла Ad supremum apostolatus, в Giovanni Domenico Mansi, Sacrorum Conciliorum Nova et Amplissima Collectio, том XL, coll. 779—782  (лат.)